# Darkness on the Edge of Town
Darkness on the Edge of Town (с англ. — «Тьма на окраине города») — четвёртый студийный альбом американского музыканта Брюса Спрингстина, выпущенный 2 июня 1978 года на лейбле Columbia. Пластинка была записана после череды судебных разбирательств между Спрингстином и его бывшим менеджером Майком Аппелем (которые затормозили его работу практически на год), в Нью-Йорке вместе с группой E Street Band — в период с июня 1977 по март 1978 года. Помимо самого Спрингстина, продюсером альбома выступил Джон Ландау, дополнительный вклад внёс гитарист Стивен Ван Зандт.
Поэтическое содержание пластинки было навеяно романами Джона Стейнбека и фильмами Джона Форда, а музыкальное — кантри и прогремевшим в те годы панк-роком. Альбом существенно отличался от своего предшественника, Born to Run (1975), так как Спрингстин отказался от преобладающей ранее методики «Стены звука» в пользу более грубого хард-рокового звучания, подчёркивающего весь ансамбль в целом. Песни посвящены людям, изначально обречённым на провал, которые борются с обстоятельствами без шансов на успех. По сравнению с предыдущими пластинками Спрингстина, действующие лица стали гораздо старше, а песни ещё меньше привязаны к родному району музыканта Джерси-Шор. Фотография для обложки была сделана Фрэнком Стефанко в доме Спрингстина в Нью-Джерси.
Выпущенный через три года после хитового Born to Run, Darkness on the Edge of Town имел более скромные продажи, нежели его предшественник, несмотря на это достигнув 5-го места в чарте Billboard. Синглы — «Prove It All Night», «Badlands» и «The Promised Land» — также не снискали массовой популярности у слушателя. Спрингстин продвигал альбом в рамках Darkness Tour, своего самого масштабного концертного тура на тот момент (позднее, эти гастроли были признаны одними из лучших в истории рока). Критики высоко оценили разнообразную музыку и эмоциональную подачу вокалиста, однако разошлись во мнениях по поводу продакшена и лирического содержания пластинки. Лонгплей попал в несколько списков лучших пластинок года года, а впоследствии — всего десятилетия.
По прошествии лет пластинка получила признание как одна из лучших работ Спрингстина, которая оказала существенное влияние на его последующие записи. С тех пор Darkness on the Edge of Town регулярно фигурировал в различных рейтингах величайших альбомов всех времён. Записи, сделанные во время студийных сессий, были переданы другим артистам, сохранены для следующего альбома, The River (1980), а также выпущены на различных сборниках и компиляциях. В 2010 году альбом был переиздан в сопровождении документального фильма, подробно описывающего процесс его создания.

## Предыстория
Третий альбом Брюса Спрингстина, Born to Run, был выпущен в августе 1975 года. Он стал прорывной работой в карьере музыканта, принёсшей ему мировую известность. Несмотря на успех пластинки, Спрингстин подвергся резкой критике со стороны некоторых представителей прессы. Они задавались вопросом: заслуживает ли альбом такой популярности и оправдал ли артист возложенные на него надежды. В след за этим у Спрингстина возникли разногласия со своим менеджером Майком Аппелем, который хотел извлечь выгоду из ажиотажа вокруг пластинки, выпустив концертную запись. В то время как сам артист хотел вернуться в студию (вместе с сопродюсером Born to Run Джоном Ландау, творческому видению которого доверял больше) и начать работу над новыми песнями.
Понимая, что условия контракта с менеджером складываются не в его пользу, в июле 1976 года Спрингстин подал на него в суд в попытке отстоять право самостоятельно решать как ему работать. Последовавшее за этим судебное разбирательство помешало ему работать в студии, затянувшись практически на год, в течение которого музыкант продолжал гастролировать с E Street Band — Роем Биттаном (фортепиано), Кларенсом Клемонсом (саксофон), Дэнни Федеричи (орга́н), Гарри Таллентом (бас), Стивеном Ван Зандтом (гитара) и Максом Вайнбергом (ударные) — по США и Европе. Спрингстин сочинял новый материал (являющийся развитием идей предшественника) в дороге и на своей ферме в Холмделе, по слухам написав от 40 до 70 песен. Судебный процесс был урегулирован 28 мая 1977 года; Спрингстин выкупил свой контракт у Аппеля (предлагавшего новое соглашение), который получил единовременную выплату в размере 800 000 долларов и долю с первых трёх альбомов.

## Запись
Запись пластинки началась 1 июня 1977 года в нью-йоркской студии Atlantic Studios, через четыре дня после окончания судебных разбирательств. Первоначально Спрингстин сосредоточился на уже написанном материале, после чего перешёл к незаконченным композициям, для которых, на тот момент, он сочинил музыку, но ещё не придумал тексты. Песни, записанные или начатые в Atlantic, некоторые из которых артист оттачивал во время концертов, включали: «Rendezvous», «The Promise», «Frankie», «Don’t Look Back», «Something in the Night», «Because the Night», «Racing in the Street», «Fire» (которую Брюс написал для Элвиса Пресли), балладу под названием «One Way Street» и два рок-боевика — «I Wanna Be with You» и «Outside Lookin’ In». В отличие от предыдущих сессий, музыканты записывали песни все вместе, быстро переключаясь от одной к другой. Запись проходила без дедлайна и заранее обговорённой даты гастролей.
К сентябрю 1977 года Спрингстин разочаровался в возможностях Atlantic и его начал раздражать окружающий её Бродвей. После этого группа переехала на Манхеттан, где была записана бо́льшая часть Born to Run, в студию Record Plant. Вайнберг, который бо́льшую часть сессий жаловался на проблемы со здоровьем, вспоминал, что Спрингстин требовал от музыкантов перфекционизма, в то же время почти не давая конкретных указаний, тем самым позволив «всему идти своим чередом […] не придираясь к деталям». Как и на предыдущей пластинке, Ван Зандт вновь приложил руку к созданию аранжировок, став ассистентом Ландау (о чем было указано на обложке). Среди песен, которые были записаны с сентября по ноябрь, фигурировали «Don’t Look Back», «Something in the Night», «Badlands», «Streets of Fire», «Prove It All Night», «Independence Day» и «The Promised Land». Новый альбом должен был называться Badlands и состоять из восьми композиций, как и Born to Run. Был даже создан черновой вариант обложки. Однако, Спрингстин, решил сменить название, чтобы избежать путаницы с одноимённой пластинкой Билла Чиннока, выпущенной в 1977 году и переизданной в 1978-м.
Поскольку Спрингстин всё ещё был неудовлетворён результатом, сессии растянулись до декабря. За это время были записаны «Adam Raised a Cain» и «Give the Girl a Kiss», баллада «Factory» — ранее носившая название «Let’s Go Tonight», чей текст был переписан полностью — а также «Candy’s Room», получившиеся в результате объединения незаконченной композиции «Candy’s Boy» с другой, безымянной песней, известной в обиходе как «The Fast Song». «Darkness on the Edge of Town» была записана в самом конце сессий. По словам Спрингстина, они подобрали звучание ударных вдохновляясь шумом из главного помещения (Studio A) Record Plant, где проходил ремонт. Группа планировала записать бо́льшую часть минусовок вживую с минимальными наложениями, однако от идеи пришлось отказаться из-за используемого в студии ковролина, который мешал резонансу. В ходе сессий было записано 50—70 песен, однако свет увидели только 32 из них.
Альбом был завершён спустя девять месяцев — в январе 1978 года. Работа над наложениями продолжалась в феврале и марте. Биографы Филипп Марготен и Жан-Мишель Жесдо считают, что у Спрингстин руководствовался определённым правилом, при выборе песен для пластинки: «Каждая из них должна быть простой и понятной, чтобы максимально эффективно передавать свою суть». Выбрав десять треков для альбома, теперь озаглавленном Darkness on the Edge of Town, он отказался от произведений, которые, по его мнению, не соответствовали желаемой тематике, были слишком пресными или попсовыми. Музыкант подарил несколько песен своим друзьям и коллегам по сцене: «Hearts of Stone» и «Talk to Me» — землякам из группы Southside Johnny и the Asbury Jukes; «Because the Night» — Патти Смит; «Fire» — Роберту Гордону; «Rendezvous» — Грегу Кину; «This Little Girl» — Гэри Бондсу; «Don’t Look Back» — квартету The Knack. Композиции «Independence Day», «Drive All Night», «Sherry Darling» и «Ramrod» были отложены для следующего альбома Спрингстина The River (1980). В то время как другие появились на многочисленных пиратских бутлегах, задолго до своего официального релиза на различных музыкальных сборниках, таких как Tracks (1998) и The Promise (2010). Песня «Darlington County», впоследствии выпущенная на блокбастере Born in the U.S.A. (1984), также была написана во время текущих сессий. Спрингстин заявил в интервью 1978 года, что, по его мнению, сейчас «неподходящее время» для выпуска дополнительного материала, подчеркнув, что он не хотел бы «жертвовать интенсивностью» альбома.

### Микширование
Спрингстин изо всех сил пытался добиться звучания, которое он нафантазировал себе в голове, что, по его признанию, было связано с их с Ландау неопытностью в продюсерском ремесле. В своей автобиографии 2016 года Born to Run музыкант признавался, что «как и в случае с предыдущей пластинкой, работа затягивалась из-за нашей, очевидной [теперь], неспособности подобрать простое, приемлемое для всех звучание». В то время как Ландау хотел «высокопрофессионального, технически совершенного звука», Ван Зандт стремился к «более гаражному оттенку мелодий». Спрингстин поручил звукорежиссёру Джимми Айовину создать комбинацию этих двух крайностей. Вместе со своим ассистентом, Томом Панунцио, он изо всех сил пытались достичь этой цели. Впоследствии Айовин вспоминал, что добиться требуемого звучания гитары было «нереально [трудно]», в то время как Панунцио назвал самой сложной частью сессий — работу с ударными.
Сведение альбома продолжалось до мая 1978 года — львиная доля времени была потрачена на песню «The Promised Land». Айовина, эмоционально опустошённого после нескольких месяцев работы, заменил звукорежиссёр Чак Плоткин (впоследствии спродюсировавший для Спрингстина альбомы Born in the U.S.A. (1984), Tunnel of Love (1987), Human Touch (1992), Lucky Town (1992) и The Ghost of Tom Joad (1995)), который смог добиться сбалансированного микса. Мастеринг выполнил Майк Риз, в Лос-Анджелесе. Ван Зандту не понравился финальный вариант, он заявил, что хотя на пластинку попали некоторые из «лучших и наиболее важных песен Спрингстина», она была испорчена «ужасным продюсированием».

## Музыка и тематика текстов
Во время сочинения песен, главными источниками вдохновения Спрингстина стали произведения художественной литературы, в которых основное внимание уделялось героям-аутсайдерам; к ним относились романы Джона Стейнбека «Гроздья гнева» (1939) и «К востоку от рая» (1952) и их экранизации, снятые Джоном Фордом и Элией Казаном соответственно; вестерны, такие как «Искатели» Форда (1956); и песни кантри/фолк-исполнителей Хэнка Уильямса и Вуди Гатри. Спрингстин также обратил внимание на творчество восходящих британских панк-рок-исполнителей Sex Pistols и The Clash, а также исполнителей новой волны, таких как Элвис Костелло. Спрингстин хотел получить «более скупой» и «более злой» звук по сравнению с напыщенным, «грандиозным» стилем Born to Run навеянным «Стеной звука». В своей книге Songs 2003 года он объяснил это так: «Такое звучание совершенно не подходило песням или людям, о которых я писал [на тот момент]».
Darkness on the Edge of Town получился менее мейнстримовым, его звучание подчёркивало всю группу в целом, а не каких-то конкретных музыкантов, и больше не было ориентировано на «Стену звука». Спрингстин сделал исключения лишь для гитарных соло (которые исполнял сам) ограничив саксофонные бенефисы Клемонса, звучащие только в трёх из десяти песен. В некоторых композициях был сделан особый упор на припевы, нежели в предыдущих произведениях музыканта (в чём особенно выделялись «Badlands», «Prove It All Night» и «The Promised Land»), а куплеты стали более гимноподобными, нежели поэтическими. Вокальный стиль Спрингстина также претерпел изменения став более медитативным, нежели страстным, что наиболее выраженно в композициях «Racing in the Street», «Factory» и «Darkness on the Edge of Town». Рецензенты отмечали, что каждая песня с первой стороны пластинки имеет зеркальное, аналогичное по своей тематике произведение на второй: так, «Badlands» и «The Promised Land» посвящены вере в американскую мечту, в то время как «Adam Raised a Cain» и «Factory» затрагивают отношения отца и сына.
По мнению Марготена и Жесдо движущей силой пластинки являются «необузданная энергия и непосредственность рок-н-ролла». Писатель Роб Киркпатрик, который на тот момент считал этот альбом «самым лютым» в творчестве Спрингстина, утверждал, что записывая Darkness артист полностью сменил свой музыкальный стиль — с классического ритм-энд-блюза на хард-рок 1970-х. Марк Долан (автор Bruce Springsteen and the Promise of Rock 'n' Roll) отмечал — несмотря на то, что музыка Darkness была «белее», чем даже во втором альбоме Спрингстина The Wild, the Innocent & the E Street Shuffle (1973), артист активно заимствовал вокальный стиль чернокожих звёзд 1960-х, таких как Джеймс Браун (в «Badlands»), а также Соломон Берк и Сэм Мур (в «Streets of Fire»). В свою очередь, Майкл Хэнд из журнала The Quietus классифицировал альбом как «хартленд-рок».
«Пластинка была частью своей эпохи. В конце 1970-х мы переживали спад, панк-музыка только-только начала расправлять плечи, для многих моих знакомых настали тяжёлые времена. Итак, я отошёл от классического рок-н-ролла или сингло-ориентированных песен и обратился к музыке, которая, как мне казалось, рассказывала бы о жизненном опыте людей».
Как поэтически выразились музыковеды Кеннет Уомак и Эйлин Чэпмен, создавая Darkness Спрингстин «словно уехал с пляжа и променада в сердце американской глубинки». В песнях поётся о более зрелых героях, в отличие от Born to Run, об аутсайдерах, которые борются с обстоятельствами без шансов на успех; они разочарованы и злы из-за неспособности добиться лучшей жизни. Через весь альбом тянутся образы представителей рабочего класса и проблематика социального неравенства, а также вопросы непростых отношений между людьми разных поколений — детьми и отцами — выраженные при помощи различных библейских образов и отсылок. В 2008 году в Государственном университете Болл провели анализ текстов альбома — как «истории социально-экономической борьбы и подчинения» — разделив их на три части: в первой подробно описывается жизненные перипетии персонажей (от «Badlands» до «Something in the Night»), во второй рассказывается об их борьбе и поисках надежды (от «Candy’s Room» и «The Promised Land»), а в третьей они сталкиваются с последствиями, которые они должны преодолеть, чтобы добиться успеха (от «Factory» до «Prove It All Night»); композиция «Darkness on the Edge of Town» выступает в качестве эпилога, в котором «Спрингстин завершает свой рассказ».
В отличие от предыдущих пластинок Спрингстина, где песни как правило были посвящены району Джерси-Шор и его окрестностям, львиная доля Darkness практически не привязана к конкретным местам или отсылает к другим частям Соединённых Штатов, от типичного американского пейзажа до пустыни Юты и городов Луизианы; тем не менее действие «Something in the Night» и «Racing in the Street» по-прежнему сосредоточены вокруг т. н. «The Circuit», топографической петли, образованной Кингсли- и Оушен-авеню, к западу от набережной в Эсбери-Парке. В автобиографии 2016 года Спрингстин назвал альбом «моей самурайской записью […] — моим героям в этих песнях пришлось избавиться от всего лишнего, чтобы выжить».

### Первая сторона
Альбом открывается «Badlands», громкой, хрестоматийно-рокерской композицией, содержание которой отражает стремление автора бороться против всяческих форм притеснения, отстаивая веру в надежду и любовь. Текст песни предостерегает от напрасной траты времени и нервов в «бесплодных землях», пока они «не начнут относиться к нам хорошо», намекая на власть имущих. В мелодии «Badlands» есть отсылки к произведениям «Don’t Let Me Be Misunderstood» The Animals и «King of the Whole Wide World» Элвиса Пресли. Автобиографическая композиция «Adam Raised a Cain» использует библейские отсылки на примере сложных отношений отца и сына (вдохновлённые личным опытом Брюса), в которых сын расплачивается за грехи отца. В музыкальном плане она представляет собой рокерский номер с элементами панка, который базируется на мощном барабанном ритме и риффе, одновременно исполняемом гитарами, басом, фортепиано и орга́ном. Писатель Питер Эймс Карлин классифицировал её как «раскалённый до бела, громкий и бескомпромиссный блюз». На контрасте с предыдущем треком, альбом продолжает «Something in the Night» — медленная композиция с мрачным текстом о переоценке ценностей. Тематически, она предлагая взглянуть на то, что могло бы случиться после «Born to Run», иллюстрируя человека в момент, когда его мечты рушатся. Тем самым автор напоминает слушателю, что как только у него появилось «что-то», это может быть легко отнято. По мнению публициста Гэри Граффа, в этом треке Спрингстин продемонстрировал одну из самых проникновенных вокальных работ в своей карьере — «наполненные тоской […] бессловесные эмоции напоминают финальную часть „Jungleland“».
По мнению Майкла Ханна из The Quietus, «Candy’s Room» является «самой грубой по звучанию» композицией пластинки. Берущая своё начало в двух более ранних произведениях Спрингстина — «Candy’s Boy» и «The Fast Song» — её мелодия, с выдвинутыми на передний план ударными инструментами, вдохновлена панк-музыкой того времени. Текст песни представляет собой лирическую фантазию, в которой ухажёры охаживают главную героиню изысканными подарками стремясь получить её расположение. Впоследствии, художница Кейрон Бихари, с которой Спрингстин недолго встречался в 1970-х, утверждала, что песня была посвящена ей. «Racing in the Street» — нуарная композиция с меланхоличным фортепианным сопровождением, к которому, постепенно, присоединяются остальные музыканты — переходя в инструментальный финал. В ней рассказывается история работяги, который сопротивляется повседневной рутине за счёт любви к автомобильным гонкам, человека у которого  ни осталось ничего в жизни, кроме его машины и гордости. Герои песни напоминают персонажей «Thunder Road» из Born to Run, несколько лет спустя. Марк Долан утверждает, что тема песни имеет важное значение для всего альбома, так как в последнем куплете подчёркивается, что для достижении успеха одного лишь желания может быть недостаточно.

### Вторая сторона
Вторая сторона начинается с «The Promised Land» — кантри-рок-песни, на содержание которой повлияло творчество таких артистов, как Ван Моррисон и Боб Дилан, The Beatles и Хэнк Уильямс. Оптимистичный по тону, рассказчик сохраняет веру в лучшее и стремится к «земле обетованной», какие бы препятствия ни поджидали его на пути. По словам Спрингстин, эта песня задаёт вопрос слушателю: «Достаточно ли мы чтим общество и место, откуда пришли?». Одно из самых откровенных произведений в карьере музыканта, «Factory», представляет собой рок-балладу с элементами кантри. Текст песни затрагивает аспекты рутинности трудовых будней, повествуя об отце-трудяге, чья жизнь поглощена работой на фабрике, но он продолжает тянуть лямку, чтобы обеспечивать свою семью. Отчасти отдавая дань уважения отцу, в этой «оде отчаяния синих воротничков […] идущих на работу с потухшими глазами» Спрингстин задавался вопросом: «Достаточно ли мы чтим жизнь, которой жили наши братья или сестры и родители?». По мнению Far Out Magazine песня является одним из ярких примеров того, почему автора считают «апологетом простого человека».
«Streets of Fire» — портрет изгоя, который бросил всё, чтобы победить своих внутренних демонов. Эта неторопливая рок-песня включает как тихие, так и громкие секции; Марготин и Жесдо особо выделяют вокальное исполнение Спрингстина за его «мощную интенсивность», находящуюся «на грани срыва». Динамичный рок-боевик «Prove It All Night» повествует о влюблённых, которые собираются пожениться. Главный герой просит свою девушку перестать витать в облаках и проявить решимость, чтобы противостоять вызовам, с которыми им предстоит столкнуться. Текст песни был вдохновлён тирадой таксиста из Нью-Йорка, который вёз Спрингстина. Финальная композиция, «Darkness on the Edge of Town», представляет собой объединение основных тем альбома: потерянной любви, трудностей и предательства. Рассказчик остаётся один, он пережил несчастье и потерял всё, но отказывается сдаваться и продолжает держаться с достоинством. Спустя годы Спрингстин заявил: «В конце пластинки я обрёл свой зрелый голос». Как и в случае с «Racing in the Street», центральным инструментом мелодии является фортепиано — остальные присоединяются к нему по ходу песни.

## Обложка
Снимки для обложки и внутренней стороны альбома были сделаны малоизвестным фотографом Фрэнком Стефанко, подрабатывавшим на мясокомбинате. Стефанко, которого с музыкантом познакомила Патти Смит, не знал, что из себя представляет материал пластинки, поэтому делал снимки, основываясь на своём внутреннем ощущении о том, чего хотел артист. Сессия проходила в доме Спрингстина (Хаддонфилд) без предварительной подготовки: чтобы подержать свет был приглашён «парнишка из соседнего дома», а аппаратура была взята на покат. В интервью Entertainment Weekly 2018 года фотограф сказал, что его концепция заключалась в том, чтобы снять Спрингстина «в образе молодого человека, которого я наблюдал перед собой, [а не звезды]». На обложке Спрингстин выглядит уставшим, он просто стоит в спальне — оклеенной обоями в цветочек — засунув руки в карманы пиджака. Рецензенты сошлись во мнении, что внешний вид музыканта является физическим воплощением песен и тем альбома. Сам Спрингстин вспоминал: «Когда я увидел фотографию, я сказал: „Это тот парень, о котором поётся в песнях“. Я хотел, чтобы на обложке была та часть меня, которая всё ещё остаётся тем парнем. Фрэнк лишал тебя всего этого звёздного флёра и оставлял наедине с своей сущностью. То же делала и моя пластинка», в итоге отвергнув более глянцевые варианты. По мнению Стефанко, обложка передаёт ощущение вневременья, которое находило отклик у слушателей как во время её выхода, так и в последующие десятилетия. На задней стороне обложки Спрингстин изображён без пиджака рядом с названиями десяти песен. Дизайн конверта был разработан Андреа Кляйн.

## Выпуск
«[Спрингстин] хотел, чтобы его считали серьёзным артистом. Он чувствовал, что вся эта история с „Born to Run“ была слишком шумной. ... В конце концов мы договорились, что в рекламе [альбома] не будет ничего, кроме названия нового альбома Брюса Спрингстина — „Darkness on the Edge of Town“ — и даты выхода».
Darkness on the Edge of Town был выпущен 2 июня 1978 года, почти через три года после релиза Born to Run. Его появление в магазинах совпало с выходом новых пластинок The Rolling Stones (Some Girls), Боба Сегера (Stranger in Town) и Foreigner (Double Vision). По просьбе Спрингстина лейбл практически не продвигал этот альбом; после негативной реакции СМИ на ажиотаж вокруг Born to Run и получения полного контроля над своим творчеством, Спрингстин не хотел какой бы то ни было рекламы для Darkness on the Edge of Town, сравнивая свою позицию со стратегией Columbia в отношении альбома Боба Дилана John Wesley Harding. В конце концов, он всё же разрешил лейблу продвигать запись в некоторых городах США, однако отказался снимать рекламные ролики или выступать в ток-шоу на телевидении.
Несмотря на долгожданность альбома, он продавался хуже, чем его предшественник, что, тем не менее, не помешало ему занять 5-е место в американском хит-параде Billboard Top LPs & Tape. Альбом продержался в чарте 167 недель, разойдясь тиражом более трёх миллионов копий. В Великобритании он занял 14-е место в местном UK Albums Chart. Пластинка попала в первую десятку хит-парадов Нидерландов (4), Канады (7), Австралии (9) и Швеции (9), а также заняла 11-е место в Новой Зеландии, 12-е в Норвегии, и 73-е в Ирландии. После релиза Born in the U.S.A. в США Darkness вернулся в Billboard Top Pop Albums, добравшись там до 167-й строчки. В 1999 году лонгплей был трижды сертифицирован как «платиновый» Американской ассоциацией звукозаписывающих компаний.
По мнению культуролога Джиллиан Г. Гаар, синглы из альбома стали умеренными хитами, не добившись большой популярности у публики. Первый из них — «Prove It All Night» (с «Factory» на второй стороне) — был выпущен 23 мая 1978 года и активно продвигался американскими радиостанциями, достигнув 33-й строчки в Billboard Hot 100. Второй — «Badlands» — увидел свет 21 июля, отметившись на 42-м месте. Релиз третьего, «The Promised Land» (с би-сайдом «Streets of Fire»), состоялся 13 октября в Британии и Ирландии. Он вовсе не попал в чарты. Из-за снижения продаж Спрингстин дал интервью Дэйву Маршу из Rolling Stone, в котором обсуждал свой новый релиз и предстоящее турне, в надежде на дополнительную раскрутку; он также сделал Ландау своим менеджером, чтобы тот помогал в рекламной кампании. На бульваре Сансет был установлен огромный билборд с рекламой альбома, однако он был испорчен самим Спрингстином 4 июля.
В поддержку альбома был организован одноимённый гастрольный тур, Darkness Tour, который продлился с 23 мая 1978 года по 1 января 1979-го. На 112 концертах группа задействовала 74 песни. В сет-листы попали несколько новых произведений Спрингстина (с сессий Darkness on the Edge of Town), которые ещё не фигурировали в его альбомах — включая «Fire», «Because the Night» и «The Fever» — однако, быстро стали любимчиками публики. На тот момент это был самый масштабный тур артиста. Концерты проходили с аншлагом и длились более трёх часов, получив высокие оценки от музыкальной прессы. Марк Долан назвал эти гастроли «одним из самых легендарных» в истории рока, в то время как редакция Ultimate Classic Rock подчеркнула, что турне упрочило репутацию Спрингстина и E Street Band в качестве ведущих концертных артистов в рок-н-ролле. Дэйв Марш писал: «Кричащая интенсивность этих концертов 1978-го года является частью мифологии рок-н-ролла, наравне с гастролями Дилана 1966 года, The Rolling Stones 1969 и 1972 годов и турне The Who в поддержку Tommy (1969) — эталонами эпохи». Через два месяца после окончания тура началась запись альбома The River.

## Отзывы критиков
| Оценки критиков                                    | Оценки критиков |
| Источник                                           | Оценка          |
| -------------------------------------------------- | --------------- |
| The Philadelphia Inquirer                          | [ 104 ]         |
| Record Mirror                                      | [ 105 ]         |
| The Rolling Stone Record Guide(1979, 1st ed.)      | [ 106 ]         |
| The New Rolling Stone Record Guide (1983, 2nd ed.) | [ 107 ]         |
| The Village Voice                                  | B+              |

Альбом был встречен приемущественно положительными отзывами. По словам Эрика Альтермана, критикам, которым пришёлся по душе Born to Run, полюбили и новую пластинку, но за другие качества — «не за страсть и невинность». Продакшен альбома разделил обозревателей на два лагеря. Питер Сильвертон из Sounds Magazine выразил мнение, что слишком долгий процесс записи плохо отразился на конечном результате, подытожив, что, и в целом, Darkness не выглядит как шаг вперёд по сравнению с Born to Run, демонстрируя плохие песни и «низкую жизнеспособностью». Коллеге вторил обозреватель ZigZag Джон Тоблер, утверждавший, что из-за своего перепродюсирования пластинка звучала так, «словно создавалась в другом месте и в другое время». Настроенный более позитивно Роберт Хилбёрн из Los Angeles Times отмечал, что альбом «сочетает в себе зажигательное музыкальное великолепие и страстные, вдохновляющие темы „Born to Run“ с ещё более сильными продюсерскими штрихами и более последовательной, проницательной подборкой материала». Высказывались мнения, что лонгплей нужно было распробовать несколькими прослушиваниями.
Отдельной похвалы удостоились музыка и мастерство группы. Некоторые критики сочли, что благодаря грамотному продакшену голос Спрингстина зазвучал ярче. Так, Эрни Сантосуоссо из The Boston Globe утверждал, что пластинка раскрыла «удивительно пластичный вокал» фронтмена, также отметив «более широкий музыкальный диапазон и размах» записи, по сравнению с предыдущими альбомами Спрингстина, и похвалив его гитарную изобретательность. Критики разделились во мнениях по поводу содержания текстов. Некоторые сочли, что песни были чересчур серьёзными, мрачными и не такими вдохновляющими, как на Born to Run. Другим понравилась эволюция тематики предыдущих работ музыканта. По мнению Хилбёрна, альбом заимствует лирические темы своего предшественника «более глубоко и продуктивно раскрывая их ключевые аспекты». В свою очередь, обозреватель The Village Voice Роберт Кристгау выразил мнение, что сюжеты и персонажи «Badlands», «Adam Raised a Cain» и «Promised Land», демонстрируют, «как узколобый жанр может быть озарён зрелым, полноценным философским видинием». Он счёл, что другие песни — в частности «Streets of Fire» и «Something in the Night» — портят общую картину, назвав их более импрессионистичными и претенциозными. По мнению критика, они достойны «второсортного артиста, но не подходят для крупной звезды» так как слишком «шероховаты и противоречивы». Отметившиеся более негативными рецензиями Митчелл Коэн из Creem и Питер Ноблер из Crawdaddy раскритиковали эксплуатирование автомобильных тем, начатое ещё в Born to Run, предложив Спрингстину переключиться на что-то другое.
Дэйв Марш назвал Darkness знаковой рок-н-ролльной пластинкой, которая однажды встанет вровень с такими записями, как Are You Experienced Джими Хендрикса (1967), Astral Weeks Вана Моррисона (1968) и Who’s Next The Who (1971). Журналист заявил, что альбом соответствовал шумихе, которая окружала Спрингстина. Обозреватель NME Пол Рамбали отметил, что Darkness «ходит по тонкой грани — между дерзкими заявлениями, сделанными от имени автора и его склонностью к грандиозности и эпичности, на которые, в первую очередь, и опирались эти заявления». По мнению Хилбёрна, альбом утвердил Спрингстина как выдающуюся рок-фигуру 1970-х, сравнимую по значению с Элвисом Пресли и The Rolling Stones.
Darkness on the Edge of Town попал в несколько списков лучших альбомов года, в том числе на 1-е место в NME. Он занял 2-е место в рейтингах изданий Record Mirror и Rolling Stone, уступив All Mod Cons от The Jam и Some Girls от The Rolling Stones, соответственно. Рецензент последнего писал: «Спрингстин вернулся из преисподней с мрачной, самоанализирующей записью, в которой с непоколебимой честностью раскрыта обратная сторона рок-н-ролльного веселья». В аналогичном списке журнала Sounds пластинка заняла 3-е место, уступив The Scream группы Siouxsie and the Banshees и Give ’Em Enough Rope британского квартета The Clash. В ежегодном опросе критиков Pazz & Jop пластинка отметилась на 6-м месте, лидером стал альбом Элвиса Костело This Year’s Model, места с 2-го по 5-е заняли: Some Girls (The Rolling Stones), Pure Pop for Power People (Ник Лоу), Give ’Em Enough Rope (The Clash) и More Songs About Buildings and Food (Talking Heads) соответственно.

### Ретроспективные обзоры
| Оценки критиков                                    | Оценки критиков |
| Источник                                           | Оценка          |
| -------------------------------------------------- | --------------- |
| AllMusic                                           | [ 84 ]          |
| American Songwriter                                | [ 126 ]         |
| Chicago Tribune                                    | [ 127 ]         |
| The Encyclopedia of Popular Music                  | [ 128 ]         |
| MusicHound Rock                                    | [ 129 ]         |
| New Musical Express                                | 8/10            |
| Q                                                  | [ 131 ]         |
| The Rolling Stone Album Guide(1992, 3rd ed.)       | [ 132 ]         |
| (The New) Rolling Stone Album Guide(2004, 4th ed.) | [ 133 ]         |

По прошествии лет альбом приобрёл статус одной из лучших работ Спрингстина. Darkness on the Edge of Town считается пластинкой определившей карьеру автора в следующем десятилетии и отправной точкой для его будущих записей со схожей атмосферой — мрачными Nebraska (1982) и The Ghost of Tom Joad (1995). Некоторые критики высказывали мнения, что альбом олицетворяет как самого Спрингстина, так и идеи для масс, которые он отстаивал. Кит Кэмерон из The Guardian утверждал, что альбом «остается краеугольным камнем… легенды, сформированной вокруг Спрингстина [за годы его карьеры], и этического кодекса, которого продолжает придерживаться музыкант». В схожем ключе высказался обозреватель журнала «Афиша» отметив, что «неспокойный, противоречивый, постоянно бросающий себе моральный вызов новый персонаж Спрингстина закрепляет за музыкантом славу одного из главных трубадуров рабочего класса, которая остается за ним до сих пор».
Критики провозгласили Darkness неустаревающей классикой, которая даже спустя годы остаётся близка широкой аудитории. Сара Сахим из Entertainment Weekly высоко оценила сочетание грубой музыки с невзрачными деталями быта простого обывателя, назвав Darkness альбомом, «посвященным аутсайдерам», и аутсайдером в дискографии Спрингстина. Отсылая к первоначальному названию альбома «American Madness» (вдохновлённому лентой Фрэнка Капры), журналист Питер Уоттс сравнивал его с «завораживающим фильмом категории Б», на контрасте блокбастером-предшественником, наполненным песнями о разочаровании. Брайан Качеджян из Classic Rock History утверждал, что гениальность пластинки заключается «не в мрачной картине, изображённой автором на основе своего личного опыта, а в маленьких проблесках надежды, звучащих во многих её песнях». Критики в целом отмечали возросшую зрелость текстов Спрингстина и хвалили их за бо́льшую универсальность.
Darkness считается идейным продолжением Born to Run, однако полностью переосмысливающим своего предшественника: романтические мечты о побеге становятся иллюзией и уступают место суровой реальности, главные герои взрослеют и остаются «на обочине». Оптимизм сменяется унынием. Продолжая аналогии с Born to Run Том Донован из American Songwriter указал на прямой контраст между их заглавными треками, подчеркнув, что теперь это погребальная песня, нежели гимн — «не сказка, а грязная правда […] теперь это не песнь протеста, а песнь совести».
Некоторые обозреватели были не столь благосклонны. Так, музыковед Колин Ларкин счёл альбом «разочаровывающим» («сегодня никто так не считает» — отмечала редакция Rolling Stone), а Гэри Графф раскритиковал «преступно плоское» продюсирование. По мнению Роберта Киркпатрика, хотя Darkness и является одним из лучших работ Спрингстина, он лишь проигрывал от вечных сравнений с Born to Run, а также от «нескольких медленных моментов», вроде композиции «Racing in the Street». По мнению публициста Стивена Хайдена, альбом «звучит как творение рок-критика [Ландау]», и страдает от «циничных» песен, которые «в целом отягощены депрессивным подтекстом и серьезными проблемами [автора] с отцом». Тем не менее, он назвал Darkness своей любимой пластинкой Брюса Спрингстина, которая является «наилучшим примером того, как этот артист сочетает зажигательную рок-музыку с миниатюристическими, мизерабилизирующими историями об американской глубинке».

### Рейтинги
Darkness on the Edge of Town попал в многочисленные списки лучших пластинок года. По мнению Марка Ричардсона из Pitchfork, он «стоит в одном ряду с классическими рок-альбомами». В 1987 году группа рок-критиков и музыкальных телекомпаний, опрошенных Полом Гамбаччини для хит-парада «100 лучших рок-н-ролльных альбомов всех времен», поместила Darkness on the Edge of Town на 59-е место. В 2003 году он занял 151-е место в списке «500 величайших альбомов всех времён по версии журнала Rolling Stone» (лонгплей поднялся до 150-го места в обновлённом рейтинге 2012 года, и ещё выше — до 91-го — в списке 2020-го). В 2013 году альбом занял 109-е место в аналогичном списке NME. В рейтинге 2020 года, посвящённом «70 лучших альбомов 1970-х годов», редакция журнала Paste присудила Darkness 30-ю позицию. Пластинка также фигурирует в альманахе «1001 альбом, который вы должны услышать, прежде чем умрёшь» Роберта Димери.
В списках, ранжирующих студийные альбомы Брюса Спрингстина от худшего к лучшему, Darkness on the Edge of Town (его «первый альбом, где главные герои выглядели не как метафорические конструкции, а живые, дышащие люди» совмещённые с «безвыходными сценариями и суровой музыкой») неизменно занимает высшие позиции. Пластинка отметилась на 1-м месте в рейтингах The Guardian (2019), Consequence of Sound (2020), Spin (2022), Far Out Magazine (2022), а также Mojo (2024). Лонгплей занял 2-е место в списках Stereogum (2013), NME (2022), Uproxx (2022), Yardbarker (2023), а также в читательском голосовании Rolling Stone. Помимо этого альбом отметился на 4-м месте в рейтинге WhatCulture (2020) и на 5-м в списке Irish Examiner (2024). В 2024 году журнал American Songwriter поставил открывающую композицию альбома — «Badlands» — на 1-е место рейтинга «Лучших титульных песен» в карьере музыканта.

## Переиздания
| Оценки критиков  | Оценки критиков |
| Источник         | Оценка          |
| ---------------- | --------------- |
| The Guardian     | [ 165 ]         |
| Pitchfork        | 9.5/10          |
| Record Collector | [ 166 ]         |

В 1984 году Darkness on the Edge of Town был впервые выпущен на компакт-диске. В 1990-м и 2008 годах последовали дополнительные переиздания в аналогичном формате (последнее силами лейбла Sony BMG). 16 ноября 2010 года альбом был переиздан в виде расширенного бокс-сета из шести дисков, включая три CD и три DVD или Blu-ray диска (в зависимости от варианта переиздания). Он содержал оригинальный альбом с отреставрированным материалом, новый альбом на двух CD — The Promise — содержащий ранее не издававшийся материал записанный во время сессий Darkness (в общей сложности 21 песню), два DVD с концертными выступлениями и документальный фильм под названием The Promise: The Making of Darkness on the Edge of Town, подробно описывающий процесс создания пластинки. Режиссёром ленты выступил Том Зимни, картина содержала архивные кадры снятые Барри Ребо во время сессий звукозаписи и концертных выступлений того периода.
Делюксовая версия бокс-сета — The Promise: The Darkness on the Edge of Town Story — также содержала 80-страничную репродукцию записных книжек Спрингстина (выполненную в спиралевидном переплёте) того периода, документирующих события связанные с созданием альбома: детали сессий и личные мысли музыканта, а также альтернативные варианты текстов и идеи песен. Бокс-сет был высоко оценён критиками, получив «Грэмми» за «Лучшее оформление бокс-сета или специального лимитированного издания» на 54-й церемонии вручения премии в 2012 году.

## Список композиций
Слова и музыка всех песен — Брюсом Спрингстином..
| №  | Название                 | Длительность |
| -- | ------------------------ | ------------ |
| 1. | «Badlands»               | 4:01         |
| 2. | «Adam Raised a Cain»     | 4:32         |
| 3. | «Something in the Night» | 5:12         |
| 4. | «Candy's Room»           | 2:45         |
| 5. | «Racing in the Street»   | 6:52         |

| №                   | Название                       | Длительность |
| ------------------- | ------------------------------ | ------------ |
| 1.                  | «The Promised Land»            | 4:24         |
| 2.                  | «Factory»                      | 2:17         |
| 3.                  | «Streets of Fire»              | 4:03         |
| 4.                  | «Prove It All Night»           | 3:57         |
| 5.                  | «Darkness on the Edge of Town» | 4:28         |
| Общая длительность: | Общая длительность:            | 42:29        |

## Участники записи
Данные взяты из буклета альбома и книги биографов Филиппа Марготена и Жана-Мишеля Жесдо.
- Брюс Спрингстин — ведущий вокал, соло-гитара, губная гармоника

| E Street Band - Рой Биттан — фортепиано - Кларенс Клемонс — саксофон, перкуссия, бэк-вокал - Дэнни Федеричи — орга́н Хаммонда, колокольчики - Гарри Таллент — бас-гитара - Стивен Ван Зандт — ритм-гитара, бэк-вокал - Макс Вайнберг — ударные | Технический персонал - Брюс Спрингстин — продюсирование - Джон Ландау — продюсирование - Стивен Ван Зандт — ассистент продюсера - Джимми Айовин — звукорежиссёр, све́дение - Том Панунцио — ассистент звукорежиссёра - Чак Плоткин — сведение - Майк Риз – мастеринг - Фрэнк Стефанко — фотографии для обложки и буклета |

## Чарты и сертификация
| Чарт (1978)                    | Высшая позиция |
| ------------------------------ | -------------- |
| Австралия                      | 9              |
| Великобритания                 | 14             |
| Ирландия                       | 73             |
| Канада                         | 7              |
| Нидерланды                     | 4              |
| Новая Зеландия                 | 11             |
| Норвегия                       | 12             |
| США (Billboard Top LPs & Tape) | 5              |
| Швеция                         | 9              |
| Чарт (1985)                    | Высшая позиция |
| США (Top Pop Albums)           | 167            |

| Австралия                                                        | Платиновый    | 70,000^    |
| Великобритания                                                   | Золотой       | 100,000^   |
| Германия                                                         |               | 100,000    |
| Италия                                                           |               | 100,000    |
| Канада                                                           | Платиновый    | 200,000^   |
| Нидерланды                                                       | Золотой       | 50,000^    |
| Соединённые Штаты                                                | 3× Платиновый | 3,000,000^ |
| Франция                                                          |               | 50,000     |
| ^ означает, что данные о партиях основаны только на сертификации |               |            |